# Strain
Strain (ストレイン, Sutorein) est une série de seinen manga dessinée par Ryôichi Ikegami et écrite par Buronson. Elle est prépubliée dans le magazine Big Comic Superior de Shogakukan de 1996 à 1998 puis reliée en cinq volumes.
Sa version française a été éditée dans la collection Akuma de l'éditeur SEEBD.

## Histoire
Mayo (l'homme aux chevaux) est un tueur qui ne prend que cinq dollars pour ses contrats. Sa première mission consiste à tuer une femme, mais Shion, la fille de celle-ci, le fait changer d'avis et se retourner contre son commanditaire. La mère meurt, et Shion se retrouve à sa charge à la demande d'un de ses amis. Cependant Shion et Mayo sont plus liés qu'il n'y paraît de prime abord...